# Scalenodon
Scalenodon es un género extinto de cinodonte traversodóntido que vivió durante el Triásico Medio de África y posiblemente Rusia. La especie tipo S. angustifrons fue nombrado en 1946 y varias otras fueron nombradas en los años siguientes. Se considera que muchas de las especies africanas pertenecen a géneros distintos de Scalenodon.

## Historia y especies
Los primeros fósiles pertenecientes a Scalenodon fueron hallados en la Formación Manda de Zambia y fueron asignados a Trirachodon angustifrons en 1946. En 1955, a la especie se le dio su propio género, Scalenodon. En 1963, una segunda especie denominada S. drysdalli fue nombrada, procedente de la Formación Ntawere en el valle de Luangwa en Zambia. Más tarde en ese mismo año S. drysdalli fue situado en su propio género, Luangwa. Tres especies adicionales de la Formación Manda, S. attridgei, S. charigi y S. hirschoni, fueron nombradas en 1972. En 1973, se nombró a una especie rusa de Scalenodon: S. boreus. S. boreus fue encontrado en el sur de los Montes Urales en el óblast de Orenburgo.
Un análisis publicado en 2003 de las relaciones de los traversodóntidos encontró que las especies de Scalenodon de la Formación Manda no formaban un único clado, lo que significa que muchas no son referibles a este género. El estudio sugirió que S. hirschoni tenía más común con otros traversodóntidos como Luangwa. S. attridgei es visto como un posible sinónimo de S. charigi, el cual se considera como distantemente relacionado con S. angustifrons. S. hirschsoni fue situado en su propio género, Mandagomphodon, en 2013.
S. angustifrons y S. boreus permanecen como especies válidas de Scalenodon. Mientras que S. angustifrons es conocido de cráneos parciales, dientes, y una mandíbula inferior, S. boreus es conocido a partir de solo dos dientes postcaninos superiores.